# Generalfeldwachtmeister
Generalfeldwachtmeister è stato un grado militare a livello di ufficiale generale, tipico delle forze armate nell'area tedesca e scandinava: era corrispondente al grado di maréchal de camp in Francia.
Tale grado si collocava sopra tutti i generali di brigata e colonnelli ed era subordinato al grado di Generalleutnant (tenente generale). Il titolo può essere tradotto come "comandante generale delle guardie di campo", in linea con il compito originale del titolare dell'ufficio, cioè l'ispezione dei picchetti e la supervisione delle disposizioni di brigate e reggimenti in campo e in marcia. A livello di reggimento il Generalfeldwachtmeister era coadiuvato da sottoposti denominati Feldwachtmeister, Obristfeldwachtmeister, Obrist-Wachtmeister o ancora Oberstwachtmeister. Questo grado è stato gradualmente sostituito da quello di maggiore.
Nel XIX secolo la carica fu soppressa e rimpiazzata dal grado di Generalmajor (maggior generale). Allo stesso modo il Feldwachtmeister fu sostituito dal maggiore.